# 2513 Baetslé
2513 Baetslé è un asteroide della fascia principale del diametro medio di circa 16,67 km. Scoperto nel 1950, presenta un'orbita caratterizzata da un semiasse maggiore pari a 2,2861751 UA e da un'eccentricità di 0,1807971, inclinata di 3,16369° rispetto all'eclittica.
È intitolato a Paul-Louis Baetslé, professore di astronomia e geodesia alla Scuola Militare di Bruxelles e amico dello scopritore.